# Liste de sondages sur les élections belges de 2024
Cette page dresse la liste de sondages d'opinion sur les élections européennes, fédérales, et régionales belges de 2024, qui ont lieu le 9 juin 2024.

## Élections européennes

### Collège néerlandophone
| Date           | Sondeur                       | Source                        | Échantillon                   | VB      | N-VA    | CD&V    | Vooruit | Groen   | Open Vld | PVDA   | Autres | Écart  |
| -------------- | ----------------------------- | ----------------------------- | ----------------------------- | ------- | ------- | ------- | ------- | ------- | -------- | ------ | ------ | ------ |
| Date           | Sondeur                       | Source                        | Échantillon                   |         |         |         |         |         |          |        | Autres | Écart  |
| 9 juin 2024    | Élections européennes de 2024 | Élections européennes de 2024 | Élections européennes de 2024 | 22,94 % | 22,09 % | 13,20 % | 12,64 % | 10,00 % | 9,11 %   | 8,12 % | 1,91 % | 0,85 % |
| 28-31 mai 2024 | Cluster 17                    | RTL TVI                       | 1000                          | 27,2 %  | 16,6 %  | 12,9 %  | 12,0 %  | 9,9 %   | 11,1 %   | 8,6 %  | 1,7 %  | 10,6 % |
| 8-13 mars 2024 | Ipsos                         | Euronews                      | ?                             | 23,5 %  | 18,7 %  | 11,5 %  | 13,8 %  | 9,7 %   | 12,7 %   | 9,3 %  | 0,8 %  | 4,8 %  |

### Collège francophone
| Date           | Sondeur                       | Source                        | Échantillon                   | Région                        | MR      | PS      | PTB     | LE      | Ecolo   | DéFI   | Anticapitalistes | Écart   |
| -------------- | ----------------------------- | ----------------------------- | ----------------------------- | ----------------------------- | ------- | ------- | ------- | ------- | ------- | ------ | ---------------- | ------- |
| Date           | Sondeur                       | Source                        | Échantillon                   | Région                        |         |         |         |         |         |        |                  | Écart   |
| 9 juin 2024    | Élections européennes de 2024 | Élections européennes de 2024 | Élections européennes de 2024 | Élections européennes de 2024 | 34,88 % | 20,52 % | 15,38 % | 14,28 % | 10,06 % | 2,91 % | 1,97 %           | 14,36 % |
| 28-31 mai 2024 | Cluster 17                    | RTL TVI                       | ?                             | Wallonie                      | 24,9 %  | 23,8%   | 16,9 %  | 16,6 %  | 12,0 %  | 4,0 %  | 1,8 %            | 1,1 %   |
| 28-31 mai 2024 | Cluster 17                    | RTL TVI                       | ?                             | Bruxelles                     | 22,4 %  | 15,5%   | 20,2 %  | 7,4 %   | 14,5 %  | 5,7 %  | 14,3 %           | 2,2 %   |
| 8-13 mars 2024 | Ipsos                         | Euronews                      | ?                             | Wallonie et Bruxelles         | 22,8 %  | 26,7 %  | 19,2 %  | 11,0 %  | 12,8 %  | 2,8 %  | 4,7 %            | 3,9 %   |

## Élections fédérales
Cette section inclut des sondages d'opinion qui ne concernent pas explicitement les élections fédérales étant donné qu'elles ont lieu le même jour que les élections européennes et régionales.

### Projection en sièges
Description des coalitions :

LeftWing : PTB/PVDA, PS-Vooruit, ECOLO-Groen

PurpleGreen : PS-Vooruit, ECOLO-Groen, MR-OpenVLD

Vivaldi.LE : PS-Vooruit, ECOLO-Groen, LE-CD&V, MR-OpenVLD

Swedish : LE-CD&V, MR-OpenVLD, NVA

RightWing : MR-OpenVLD, NVA, VB
| Date                                                                                | Sondeur                     | Médias                                                                                          | N-VA | PS | Vlaams Belang | MR | Ecolo | CD&V | Open Vld | PVDA/ PTB | Vooruit | Groen | LE | DéFI | Autres | Écart | Majorité | Opposition | Écart |
| ----------------------------------------------------------------------------------- | --------------------------- | ----------------------------------------------------------------------------------------------- | ---- | -- | ------------- | -- | ----- | ---- | -------- | --------- | ------- | ----- | -- | ---- | ------ | ----- | -------- | ---------- | ----- |
| Date                                                                                | Sondeur                     | Médias                                                                                          |      |    |               |    |       |      |          |           |         |       |    |      | Autres | Écart |          |            | Écart |
| 9 juin 2024                                                                         | Élections fédérales de 2024 | Élections fédérales de 2024                                                                     | 24   | 16 | 20            | 20 | 3     | 11   | 7        | 15        | 13      | 6     | 14 | 1    | 0      | 4     | 76       | 74         | 2     |
| 28-31 mai 2024                                                                      | Cluster 17                  | RTL TVI                                                                                         | 20   | 18 | 26            | 18 | 4     | 10   | 7        | 20        | 11      | 5     | 10 | 1    | 0      | 6     | 73       | 77         | 4     |
| 14-20 mai 2024                                                                      | Ipsos                       | RTL TVI / Le Soir / VTM / Het Laatste Nieuws                                                    | 20   | 16 | 26            | 19 | 4     | 10   | 6        | 19        | 12      | 5     | 12 | 1    | 0      | 6     | 72       | 78         | 6     |
| 8-18 avril 2024                                                                     | Kantar                      | RTBF / La Libre Belgique                                                                        | 19   | 18 | 26            | 14 | 8     | 10   | 11       | 20        | 10      | 4     | 9  | 1    | 0      | 6     | 75       | 75         | 0     |
| 11-18 mars 2024                                                                     | Ipsos                       | RTL TVI / Le Soir / VTM / Het Laatste Nieuws                                                    | 20   | 16 | 27            | 16 | 9     | 11   | 6        | 19        | 10      | 5     | 10 | 1    | 0      | 7     | 73       | 77         | 4     |
| 22 janvier - 8 février 2024                                                         | Kantar                      | Le Vif / Knack / Trends / Trends-Tendances / De Zondag / De Krant van West-Vlaanderen / Canal Z | 19   | 16 | 25            | 15 | 10    | 10   | 6        | 21        | 13      | 7     | 7  | 1    | 0      | 6     | 77       | 73         | 4     |
| 4-11 décembre 2023                                                                  | Ipsos                       | RTL TVI / Le Soir / VTM / Het Laatste Nieuws                                                    | 21   | 18 | 25            | 14 | 9     | 10   | 5        | 19        | 11      | 7     | 9  | 2    | 0      | 4     | 74       | 76         | 2     |
| 10 septembre-9 octobre 2023                                                         | Kantar                      | RTBF / La Libre Belgique                                                                        | 20   | 19 | 21            | 15 | 9     | 12   | 6        | 21        | 14      | 7     | 5  | 1    | 0      | 0     | 82       | 68         | 14    |
| 18-25 septembre 2023                                                                | Ipsos                       | RTL TVI / Le Soir / VTM / Het Laatste Nieuws                                                    | 19   | 16 | 26            | 16 | 10    | 10   | 6        | 20        | 14      | 4     | 8  | 1    | 0      | 6     | 76       | 74         | 2     |
| 29 mai-6 juin 2023                                                                  | Ipsos                       | RTL TVI / Le Soir / VTM / Het Laatste Nieuws                                                    | 20   | 20 | 22            | 15 | 10    | 10   | 6        | 21        | 16      | 5     | 4  | 1    | 0      | 1     | 82       | 68         | 14    |
| 20 mars-27 mars 2023                                                                | Ipsos                       | RTL TVI / Le Soir / VTM / Het Laatste Nieuws                                                    | 20   | 20 | 24            | 14 | 10    | 10   | 8        | 18        | 14      | 5     | 5  | 2    | 0      | 4     | 81       | 69         | 12    |
| 21 novembre-29 novembre 2022                                                        | Ipsos                       | RTL TVI / Le Soir / VTM / Het Laatste Nieuws                                                    | 20   | 19 | 25            | 15 | 9     | 8    | 7        | 18        | 15      | 7     | 5  | 2    | 0      | 5     | 80       | 70         | 10    |
| 7 septembre-13 septembre 2022                                                       | Ipsos                       | RTL TVI / Le Soir / VTM / Het Laatste Nieuws                                                    | 20   | 18 | 20            | 17 | 10    | 9    | 9        | 18        | 15      | 7     | 4  | 3    | 0      | 0     | 85       | 65         | 20    |
| 6 juin-14 juin 2022                                                                 | Ipsos                       | RTL TVI / Le Soir / VTM / Het Laatste Nieuws                                                    | 25   | 19 | 21            | 15 | 11    | 9    | 7        | 20        | 12      | 5     | 4  | 2    | 0      | 4     | 78       | 72         | 6     |
| 15 mars-22 mars 2022                                                                | Ipsos                       | RTL TVI / Le Soir / VTM / Het Laatste Nieuws                                                    | 23   | 17 | 21            | 15 | 12    | 10   | 7        | 21        | 12      | 6     | 4  | 2    | 0      | 2     | 79       | 71         | 8     |
| Le Centre démocrate Humaniste (cdH) est renommé "Les Engagés" (LE) le 12 mars 2022. |                             |                                                                                                 |      |    |               |    |       |      |          |           |         |       |    |      |        |       |          |            |       |
| 1er décembre-8 décembre 2021                                                        | Ipsos                       | RTL TVI / Le Soir / VTM / Het Laatste Nieuws                                                    | 20   | 17 | 24            | 16 | 11    | 10   | 9        | 19        | 11      | 6     | 5  | 2    | 0      | 4     | 80       | 70         | 10    |
| 7 septembre-14 septembre 2021                                                       | Ipsos                       | RTL TVI / Le Soir / VTM / Het Laatste Nieuws                                                    | 20   | 16 | 22            | 15 | 13    | 11   | 10       | 18        | 10      | 9     | 4  | 2    | 0      | 2     | 84       | 66         | 18    |
| 25 mai-1er juin 2021                                                                | Ipsos                       | RTL TVI / Le Soir / VTM / Het Laatste Nieuws                                                    | 20   | 18 | 25            | 14 | 12    | 9    | 10       | 17        | 11      | 7     | 5  | 2    | 0      | 5     | 81       | 69         | 12    |
| Le Socialistische Partij Anders (sp.a) est renommé "Vooruit" le 21 mars 2021.       |                             |                                                                                                 |      |    |               |    |       |      |          |           |         |       |    |      |        |       |          |            |       |
| 4 mars-9 mars 2021                                                                  | Ipsos                       | RTL TVI / Le Soir / VTM / Het Laatste Nieuws                                                    | 20   | 16 | 22            | 15 | 13    | 11   | 11       | 19        | 11      | 6     | 4  | 2    | 0      | 2     | 83       | 67         | 16    |
| 2 décembre-8 décembre 2020                                                          | Ipsos                       | RTL TVI / Le Soir / VTM / Het Laatste Nieuws                                                    | 20   | 17 | 25            | 15 | 12    | 10   | 10       | 17        | 12      | 5     | 5  | 2    | 0      | 5     | 81       | 69         | 12    |
| 2 octobre-8 octobre 2020                                                            | Ipsos                       | RTL TVI / Le Soir / VTM / Het Laatste Nieuws                                                    | 21   | 17 | 25            | 14 | 14    | 10   | 10       | 16        | 12      | 5     | 4  | 2    | 0      | 4     | 82       | 68         | 14    |
| 10 juin-15 juin 2020                                                                | Ipsos                       | RTL TVI / Le Soir / VTM / Het Laatste Nieuws                                                    | 20   | 19 | 26            | 14 | 12    | 10   | 9        | 17        | 10      | 7     | 4  | 2    | 0      | 6     | 81       | 69         | 12    |
| 4 mars-9 mars 2020                                                                  | Ipsos                       | RTL TVI / Le Soir / VTM / Het Laatste Nieuws                                                    | 19   | 19 | 26            | 14 | 13    | 10   | 9        | 19        | 7       | 8     | 4  | 2    | 0      | 7     | 80       | 70         | 10    |
| 29 novembre-6 décembre 2019                                                         | Ipsos                       | RTL TVI / Le Soir / VTM / Het Laatste Nieuws                                                    | 20   | 18 | 27            | 14 | 13    | 10   | 8        | 18        | 6       | 9     | 5  | 2    | 0      | 7     | 78       | 72         | 6     |
| 2 septembre-10 septembre 2019                                                       | Ipsos                       | RTL TVI / Le Soir / VTM / Het Laatste Nieuws                                                    | 21   | 17 | 25            | 17 | 13    | 11   | 11       | 14        | 6       | 9     | 4  | 2    | 0      | 4     | 84       | 66         | 18    |
| 26 mai 2019                                                                         | Élections fédérales de 2019 | Élections fédérales de 2019                                                                     | 25   | 20 | 18            | 14 | 13    | 12   | 12       | 12        | 9       | 8     | 5  | 2    | 0      | 5     | 87       | 63         | 13    |

### Flandre
| Date                                                                          | Sondeur                     | Source                                                                                          | Échantillon                 | N-VA    | VB      | CD&V    | Open Vld | Vooruit | Groen  | PVDA   | Autres | Écart  |
| ----------------------------------------------------------------------------- | --------------------------- | ----------------------------------------------------------------------------------------------- | --------------------------- | ------- | ------- | ------- | -------- | ------- | ------ | ------ | ------ | ------ |
| Date                                                                          | Sondeur                     | Source                                                                                          | Échantillon                 |         |         |         |          |         |        |        | Autres | Écart  |
| 9 juin 2024                                                                   | Élections législatives 2024 | Élections législatives 2024                                                                     | Élections législatives 2024 | 25,56 % | 21,81 % | 12,81 % | 8,75 %   | 13,02 % | 7,46 % | 8,16 % | 2,42 % | 3,75 % |
| 3-4 juin 2024                                                                 | Ipsos                       | VTM / Het Laatste Nieuws                                                                        | 2 000                       | 21,0 %  | 25,8 %  | 12,3 %  | 7,0 %    | 15,6 %  | 6,1 %  | 10,2 % | 2,0 %  | 4,8 %  |
| 28-31 mai 2024                                                                | Cluster 17                  | RTL TVI                                                                                         | 1 000                       | 19,6 %  | 27,2 %  | 12,0 %  | 9,2 %    | 13,0 %  | 6,9 %  | 9,3 %  | 2,8 %  | 7,6 %  |
| 14-20 mai 2024                                                                | Ipsos                       | RTL TVI / Le Soir / VTM / Het Laatste Nieuws                                                    | 2 000                       | 20,6 %  | 26,8 %  | 12,2 %  | 8,2 %    | 14,3 %  | 6,6 %  | 8,9 %  | 2,4 %  | 6,2 %  |
| 8-18 avril 2024                                                               | Kantar                      | RTBF / La Libre Belgique                                                                        | 1 016                       | 20,9 %  | 26,0 %  | 11,6 %  | 10,4 %   | 11,5 %  | 6,0 %  | 12,2 % | 1,4 %  | 5,1 %  |
| 11-18 mars 2024                                                               | Ipsos                       | RTL TVI / Le Soir / VTM / Het Laatste Nieuws                                                    | 1 000                       | 20,4 %  | 27,4 %  | 13,1 %  | 8,3 %    | 11,4 %  | 7,8 %  | 9,5 %  | 2,1 %  | 7,0 %  |
| 22 janvier - 8 février 2024                                                   | Kantar                      | Le Vif / Knack / Trends / Trends-Tendances / De Zondag / De Krant van West-Vlaanderen / Canal Z | 1 077                       | 20,6 %  | 25,5 %  | 10,5 %  | 8,0 %    | 14,7 %  | 8,7 %  | 10,9 % | 1,1 %  | 4,9 %  |
| 9-22 janvier 2024                                                             | iVox                        | Het Nieuwsblad/Het gazet van Limburg/Gazet van Antwerpen                                        | 2 000                       | 22,7 %  | 26,6 %  | 12,3 %  | 7,6 %    | 12,8 %  | 7,4 %  | 9,3 %  | 1,4 %  | 3,9 %  |
| 4-11 décembre 2023                                                            | Ipsos                       | RTL TVI / Le Soir / VTM / Het Laatste Nieuws                                                    | 1 000                       | 22,0 %  | 25,1 %  | 11,7 %  | 7,1 %    | 13,8 %  | 9,2 %  | 9,7 %  | 1,4 %  | 3,1 %  |
| 23-28 novembre 2023                                                           | iVox                        | Gazet van Antwerpen / Het Belang van Limburg                                                    | 1 000                       | 22,0 %  | 26,5 %  | 11,5 %  | 8,8 %    | 14,3 %  | 7,1 %  | 8,7 %  | 1,0 %  | 4,5 %  |
| 10 septembre-9 octobre 2023                                                   | Kantar                      | RTBF / La Libre Belgique                                                                        | 566                         | 20,4 %  | 23,3 %  | 13,9 %  | 7,9 %    | 16,1 %  | 8,2 %  | 8,8 %  | 1,4 %  | 2,9 %  |
| 18-25 septembre 2023                                                          | Ipsos                       | RTL TVI / Le Soir / VTM / Het Laatste Nieuws                                                    | 1 000                       | 20,2 %  | 25,8 %  | 12,2 %  | 8,2 %    | 15,4 %  | 6,4 %  | 9,5 %  | 2,3 %  | 5,6 %  |
| 29 mai-6 juin 2023                                                            | Ipsos                       | RTL TVI / Le Soir / VTM / Het Laatste Nieuws                                                    | 1 000                       | 21,8 %  | 22,7 %  | 10,7 %  | 8,3 %    | 16,8 %  | 7,6 %  | 10,3 % | 1,8 %  | 0,9 %  |
| 20-27 mars 2023                                                               | Ipsos                       | RTL TVI / Le Soir / VTM / Het Laatste Nieuws                                                    | 1 000                       | 21,6 %  | 25,0 %  | 11,8 %  | 9,2 %    | 15,5 %  | 7,4 %  | 8,0 %  | 1,5 %  | 3,4 %  |
| 16-29 janvier 2023                                                            | Kantar                      | RTBF / La Libre Belgique                                                                        | 514                         | 21,5 %  | 24,8 %  | 9,6 %   | 12,1 %   | 15,2 %  | 10,3 % | 5,7 %  | 0,9 %  | 3,3 %  |
| 21-29 novembre 2022                                                           | Ipsos                       | RTL TVI / Le Soir / VTM / Het Laatste Nieuws                                                    | 1 001                       | 22,0 %  | 25,5 %  | 9,6 %   | 9,3 %    | 16,1 %  | 8,7 %  | 7,4 %  | 1,4 %  | 3,5 %  |
| 7-13 septembre 2022                                                           | Ipsos                       | RTL TVI / Le Soir / VTM / Het Laatste Nieuws                                                    | 1 000                       | 21,5 %  | 21,6 %  | 9,9 %   | 11,1 %   | 16,8 %  | 8,6 %  | 8,7 %  | 1,8 %  | 0,1 %  |
| 6-14 juin 2022                                                                | Ipsos                       | RTL TVI / Le Soir / VTM / Het Laatste Nieuws                                                    | 1 008                       | 24,9 %  | 22,6 %  | 10,2 %  | 9,3 %    | 14,8 %  | 7,9 %  | 8,5 %  | 1,8 %  | 2,3 %  |
| 15-22 mars 2022                                                               | Ipsos                       | RTL TVI / Le Soir / VTM / Het Laatste Nieuws                                                    | 947                         | 23,4 %  | 22,2 %  | 11,3 %  | 9,8 %    | 14,2 %  | 8,4 %  | 8,9 %  | 1,8 %  | 1,2 %  |
| 1-8 décembre 2021                                                             | Ipsos                       | RTL TVI / Le Soir / VTM / Het Laatste Nieuws                                                    | 2 300                       | 21,6 %  | 24,5 %  | 10,7 %  | 10,3 %   | 13,9 %  | 8,9 %  | 8,4 %  | -      | 2,9 %  |
| 7-14 septembre 2021                                                           | Ipsos                       | RTL TVI / Le Soir / VTM / Het Laatste Nieuws                                                    | 1 000                       | 21,2 %  | 23,6 %  | 12,6 %  | 11,4 %   | 12,3 %  | 9,6 %  | 7,7 %  | -      | 2,4 %  |
| 25 mai-1er juin 2021                                                          | Ipsos                       | RTL TVI / Le Soir / VTM / Het Laatste Nieuws                                                    | 1 002                       | 21,8 %  | 26,1 %  | 10,0 %  | 11,4 %   | 12,6 %  | 8,3 %  | 7,8 %  | -      | 4,3 %  |
| 29 mars-19 avril 2021                                                         | Kantar TNS                  | VRT / De Standaard                                                                              | 1 908                       | 21,5 %  | 24,7 %  | 10,0 %  | 11,5 %   | 12,0 %  | 10,9 % | 7,9 %  | 1,4 %  | 3,2 %  |
| Le Socialistische Partij Anders (sp.a) est renommé "Vooruit" le 21 mars 2021. |                             |                                                                                                 |                             |         |         |         |          |         |        |        |        |        |
| 4-9 mars 2021                                                                 | Ipsos                       | RTL TVI / Le Soir / VTM / Het Laatste Nieuws                                                    | 2 521                       | 20,0 %  | 23,6 %  | 13,2 %  | 12,9 %   | 12,3 %  | 8,2 %  | 8,2 %  | 1,6 %  | 3,6 %  |
| 2-8 décembre 2020                                                             | Ipsos                       | RTL TVI / Le Soir / VTM / Het Laatste Nieuws                                                    | 1 007                       | 19,9 %  | 26,3 %  | 12,4 %  | 12,0 %   | 13,6 %  | 8,1 %  | 6,5 %  | 1,2 %  | 6,4 %  |
| 2-8 octobre 2020                                                              | Ipsos                       | RTL TVI / Le Soir / VTM / Het Laatste Nieuws                                                    | 1 001                       | 22,2 %  | 27,1 %  | 10,6 %  | 10,9 %   | 13,7 %  | 7,6 %  | 6,0 %  | 1,9 %  | 4,9 %  |
| 10-15 juin 2020                                                               | Ipsos                       | RTL TVI / Le Soir / VTM / Het Laatste Nieuws                                                    | 951                         | 20,0 %  | 27,7 %  | 11,8 %  | 10,0 %   | 12,5 %  | 9,4 %  | 7,3 %  | 1,3 %  | 7,7 %  |
| 9-28 avril 2020                                                               | Kantar TNS                  | VRT / De Standaard,                                                                             | 2 040                       | 20,3 %  | 24,5 %  | 11,9 %  | 11,6 %   | 11,0 %  | 11,1 % | 8,2 %  | 1,4 %  | 4,2 %  |
| 4-9 mars 2020                                                                 | Ipsos                       | RTL TVI / Le Soir / VTM / Het Laatste Nieuws                                                    | 958                         | 20,7 %  | 28,0 %  | 11,7 %  | 10,3 %   | 9,6 %   | 8,8 %  | 9,3 %  | 1,6 %  | 7,3 %  |
| 29 novembre- 6 décembre 2019                                                  | Ipsos                       | RTL TVI / Le Soir / VTM / Het Laatste Nieuws                                                    | 999                         | 22,1 %  | 27,3 %  | 11,4 %  | 9,9 %    | 8,9 %   | 10,7 % | 8,4 %  | 1,3 %  | 5,2 %  |
| 2-10 septembre 2019                                                           | Ipsos                       | RTL TVI / Le Soir / VTM / Het Laatste Nieuws                                                    | 1 000                       | 22,7 %  | 24,9 %  | 11,7 %  | 13,3 %   | 8,4 %   | 11,0 % | 6,2 %  | 1,8 %  | 2,2 %  |
| 26 mai 2019                                                                   | Élections fédérales de 2019 | Élections fédérales de 2019                                                                     | Élections fédérales de 2019 | 25,5 %  | 18,7 %  | 14,2 %  | 13,5 %   | 10,8 %  | 9,8 %  | 5,6 %  | 1,9 %  | 6,8 %  |

### Wallonie
| Date                                                                                | Sondeur                      | Source                                                                                          | Échantillon                  | PS      | MR      | Ecolo  | PTB     | LE      | DéFI   | Autres | Écart  |
| ----------------------------------------------------------------------------------- | ---------------------------- | ----------------------------------------------------------------------------------------------- | ---------------------------- | ------- | ------- | ------ | ------- | ------- | ------ | ------ | ------ |
| Date                                                                                | Sondeur                      | Source                                                                                          | Échantillon                  |         |         |        |         |         |        | Autres | Écart  |
| 9 juin 2024                                                                         | Élections législatives 2024  | Élections législatives 2024                                                                     | Élections législatives 2024  | 21,98 % | 28,21 % | 6,89 % | 11,64 % | 20,01 % | 2,36 % | 8,92 % | 6,23 % |
| 28-31 mai 2024                                                                      | Cluster 17                   | RTL TVI                                                                                         | 1 140                        | 23,9 %  | 23,0 %  | 8,0 %  | 16,0 %  | 17,9 %  | 4,0 %  | 7,2 %  | 0,9 %  |
| 14-20 mai 2024                                                                      | Ipsos                        | RTL TVI / Le Soir / VTM / Het Laatste Nieuws                                                    | 1 000                        | 22,6 %  | 22,6 %  | 8,8 %  | 14,5 %  | 18,1 %  | 4,3 %  | 9,1 %  | 0,0 %  |
| avril 2024                                                                          | Cluster 17                   | Sondage interne du PS                                                                           | ?                            | 24,0 %  | 21,0 %  | 10,0 % | 16,0 %  | 17,0 %  | -      | 12,0 % | 3,0 %  |
| 8-18 avril 2024                                                                     | Kantar                       | RTBF / La Libre Belgique                                                                        | 1 016                        | 25,4 %  | 20,8 %  | 12,7 % | 16,0 %  | 13,9 %  | 4,2 %  | 7,0 %  | 4,6 %  |
| 11-18 mars 2024                                                                     | Ipsos                        | RTL TVI / Le Soir / VTM / Het Laatste Nieuws                                                    | 1 000                        | 21,3 %  | 20,5 %  | 11,9 % | 14,9 %  | 16,8 %  | 4,8 %  | 9,8 %  | 0,8 %  |
| 22 janvier - 8 février 2024                                                         | Kantar                       | Le Vif / Knack / Trends / Trends-Tendances / De Zondag / De Krant van West-Vlaanderen / Canal Z | 1 004                        | 24,3 %  | 19,9 %  | 13,8 % | 18,4 %  | 13,2 %  | 4,1 %  | 6,4 %  | 4,4 %  |
| 4-11 décembre 2023                                                                  | Ipsos                        | RTL TVI / Le Soir / VTM / Het Laatste Nieuws                                                    | 1 000                        | 23,9 %  | 20,0 %  | 14,0 % | 14,0 %  | 13,8 %  | 3,9 %  | 10,4 % | 3,9 %  |
| 10 septembre-9 octobre 2023                                                         | Kantar                       | RTBF / La Libre Belgique                                                                        | 436                          | 27,2 %  | 20,6 %  | 11,6 % | 19,2 %  | 11,1 %  | 4,5 %  | 5,8 %  | 6,6 %  |
| 18-25 septembre 2023                                                                | Ipsos                        | RTL TVI / Le Soir / VTM / Het Laatste Nieuws                                                    | 1 000                        | 21,8 %  | 19,7 %  | 14,9 % | 19,8 %  | 13,8 %  | 2,7 %  | 7,3 %  | 2,0 %  |
| 29 mai-6 juin 2023                                                                  | Ipsos                        | RTL TVI / Le Soir / VTM / Het Laatste Nieuws                                                    | 1 000                        | 25,7 %  | 19,8 %  | 12,7 % | 18,9 %  | 10,3 %  | 3,8 %  | 8,8 %  | 5,9 %  |
| 20-27 mars 2023                                                                     | Ipsos                        | RTL TVI / Le Soir / VTM / Het Laatste Nieuws                                                    | 1 000                        | 25,5 %  | 18,3 %  | 12,8 % | 17,6 %  | 11,1 %  | 4,9 %  | 9,8 %  | 7,2 %  |
| 16-29 janvier 2023                                                                  | Kantar                       | RTBF / La Libre Belgique                                                                        | 502                          | 25,8 %  | 19,7 %  | 11,3 % | 20,1 %  | 9,3 %   | 5,4 %  | 8,5 %  | 5,7 %  |
| 21-29 novembre 2022                                                                 | Ipsos                        | RTL TVI / Le Soir / VTM / Het Laatste Nieuws                                                    | 1 002                        | 23,7 %  | 20,4 %  | 13,1 % | 17,9 %  | 9,1 %   | 5,3 %  | 10,5 % | 3,3 %  |
| 7-13 septembre 2022                                                                 | Ipsos                        | RTL TVI / Le Soir / VTM / Het Laatste Nieuws                                                    | 1 002                        | 22,9 %  | 22,0 %  | 13,6 % | 18,4 %  | 9,1 %   | 5,6 %  | 8,4 %  | 0,9 %  |
| 6-14 juin 2022                                                                      | Ipsos                        | RTL TVI / Le Soir / VTM / Het Laatste Nieuws                                                    | 1 008                        | 25,3 %  | 19,2 %  | 14,4 % | 19,1 %  | 8,8 %   | 4,2 %  | 9,0 %  | 6,1 %  |
| 15-22 mars 2022                                                                     | Ipsos                        | RTL TVI / Le Soir / VTM / Het Laatste Nieuws                                                    | 891                          | 22,4 %  | 20,4 %  | 15,0 % | 19,7 %  | 9,5 %   | 3,7 %  | 9,3 %  | 2,0 %  |
| Le Centre démocrate Humaniste (cdH) est renommé "Les Engagés" (LE) le 12 mars 2022. |                              |                                                                                                 |                              |         |         |        |         |         |        |        |        |
| 1-8 décembre 2021                                                                   | Ipsos                        | RTL TVI / Le Soir / VTM / Het Laatste Nieuws[réf. nécessaire]                                   | 2 300                        | 24,9 %  | 22,3 %  | 15,5 % | 18,2 %  | 8,0 %   | 4,2 %  | 6,9 %  | 2,6 %  |
| 7-14 septembre 2021                                                                 | Ipsos                        | RTL TVI / Le Soir / VTM / Het Laatste Nieuws                                                    | 930                          | 21,4 %  | 20,3 %  | 16,7 % | 18,7 %  | 10,0 %  | 5,1 %  | 7,8 %  | 1,1 %  |
| 25 mai-1er juin 2021                                                                | Ipsos                        | RTL TVI / Le Soir / VTM / Het Laatste Nieuws                                                    | 992                          | 24,0 %  | 18,7 %  | 15,0 % | 19,1 %  | 10,8 %  | 5,1 %  | 7,3 %  | 4,9 %  |
| 4-9 mars 2021                                                                       | Ipsos                        | RTL TVI / Le Soir / VTM / Het Laatste Nieuws                                                    | 930                          | 22,8 %  | 20,1 %  | 16,5 % | 19,0 %  | 8,7 %   | 3,9 %  | 9,1 %  | 2,7 %  |
| 2-8 décembre 2020                                                                   | Ipsos                        | RTL TVI / Le Soir / VTM / Het Laatste Nieuws                                                    | 995                          | 23,2 %  | 20,6 %  | 15,6 % | 17,2 %  | 10,3 %  | 3,7 %  | 9,4 %  | 2,6 %  |
| 2-8 octobre 2020                                                                    | Ipsos                        | RTL TVI / Le Soir / VTM / Het Laatste Nieuws                                                    | 1 001                        | 21,1 %  | 19,2 %  | 17,8 % | 18,9 %  | 9,7 %   | 3,8 %  | 9,5 %  | 1,9 %  |
| 10-15 juin 2020                                                                     | Ipsos                        | RTL TVI / Le Soir / VTM / Het Laatste Nieuws                                                    | 986                          | 23,7 %  | 20,5 %  | 15,1 % | 18,7 %  | 8,1 %   | 4,7 %  | 9,2 %  | 3,2 %  |
| 4-9 mars 2020                                                                       | Ipsos                        | RTL TVI / Le Soir / VTM / Het Laatste Nieuws                                                    | 974                          | 25,5 %  | 19,6 %  | 15,5 % | 18,6 %  | 7,5 %   | 5,1 %  | 8,2 %  | 5,9 %  |
| 29 novembre-6 décembre 2019                                                         | Ipsos                        | RTL TVI / Le Soir / VTM / Het Laatste Nieuws                                                    | 983                          | 23,8 %  | 20,5 %  | 17,2 % | 16,5 %  | 8,8 %   | 4,7 %  | 8,5 %  | 3,3 %  |
| 2-10 septembre 2019                                                                 | Ipsos                        | RTL TVI / Le Soir / VTM / Het Laatste Nieuws                                                    | 992                          | 22,9 %  | 22,6 %  | 16,2 % | 15,5 %  | 8,5 %   | 5,0 %  | 9,3 %  | 0,3 %  |
| 26 mai 2019                                                                         | Élections fédérales de 2019  | Élections fédérales de 2019                                                                     | Élections fédérales de 2019  | 26,1 %  | 20,5 %  | 14,9 % | 13,8 %  | 10,7 %  | 4,1 %  | 10,0 % | 5,6 %  |
| 26 mai 2019                                                                         | Élections régionales de 2019 | Élections régionales de 2019                                                                    | Élections régionales de 2019 | 26,2 %  | 21,4 %  | 14,5 % | 13,7 %  | 11,0 %  | 4,1 %  | 9,1 %  | 4,8 %  |

### Bruxelles-Capitale
| Date                                                                                | Sondeur                      | Source                                        | Échantillon                  | Ecolo   | PS      | MR      | PTB-PVDA | DéFI   | LE     | N-VA   | Open Vld       | VB     | CD&V           | Vooruit        | Groen             | Autres | Écart  |
| ----------------------------------------------------------------------------------- | ---------------------------- | --------------------------------------------- | ---------------------------- | ------- | ------- | ------- | -------- | ------ | ------ | ------ | -------------- | ------ | -------------- | -------------- | ----------------- | ------ | ------ |
| Date                                                                                | Sondeur                      | Source                                        | Échantillon                  |         |         |         |          |        |        |        |                |        |                |                |                   | Autres | Écart  |
| 9 juin 2024                                                                         | Élections législatives 2024  | Élections législatives 2024                   | Élections législatives 2024  | 11,30 % | 18,60 % | 23,15 % | 16,75 %  | 6,58 % | 9,52 % | 2,79 % | cartel avec MR | 2,46 % | cartel avec LE | cartel avec PS | cartel avec ecolo | 8,84 % | 4,55 % |
| 28-31 mai 2024                                                                      | Cluster 17                   | RTL TVI                                       | 501                          | 11,6 %  | 15,0 %  | 22,9 %  | 19,8 %   | 7,0 %  | 7,8 %  | 3,4 %  | 1,3 %          | 3,5 %  | 0,9 %          | 1,2 %          | 2,4 %             | 3,2 %  | 3,1 %  |
| 14-20 mai 2024                                                                      | Ipsos                        | RTL TVI / Le Soir / VTM / Het Laatste Nieuws  | 600                          | 12,5 %  | 15,2 %  | 23,3 %  | 19,8 %   | 7,2 %  | 7,7 %  | 3,4 %  | 1,6 %          | 3,1 %  | 1,0 %          | 1,5 %          | 1,4 %             | 2,3 %  | 3,5 %  |
| avril 2024                                                                          | Cluster 17                   | Sondage interne du PS                         | ?                            | 11,0 %  | 17,0 %  | 20,0 %  | 18,0 %   | -      | -      | -      | -              | -      | -              | -              | -                 | 34,0 % | 2,0 %  |
| 8-18 avril 2024                                                                     | Kantar                       | RTBF / La Libre Belgique                      | 807                          | 15,5 %  | 14,2 %  | 22,9 %  | 15,4 %   | 7,4 %  | 5,4 %  | 3,8 %  | 1,2 %          | 5,0 %  | 1,6 %          | 1,0 %          | 4,6 %             | 2,0 %  | 4,0 %  |
| 11-18 mars 2024                                                                     | Ipsos                        | RTL TVI / Le Soir / VTM / Het Laatste Nieuws  | 600                          | 14,7 %  | 15,4 %  | 21,8 %  | 17,5 %   | 8,8 %  | 6,9 %  | 2,2 %  | 2,2 %          | 3,0 %  | 1,3 %          | 1,3 %          | 1,0 %             | 3,9 %  | 4,3 %  |
| 22 janvier - 8 février 2024                                                         | Kantar                       | Le Vif / Knack / Trends                       | 600                          | 14,2 %  | 13,5 %  | 17,9 %  | 20,8 %   | 7,8 %  | 5,4 %  | 3,8 %  | 1,9 %          | 5,2 %  | 1,2 %          | 1,3 %          | 5,3 %             | 1,8 %  | 2,9 %  |
| 4-11 décembre 2023                                                                  | Ipsos                        | RTL TVI / Le Soir / VTM / Het Laatste Nieuws  | 1 000                        | 16,8 %  | 15,7 %  | 18,1 %  | 19,3 %   | 9,1 %  | 7,2 %  | 3.4 %  | 2.0 %          | 3.0%   | 0.5%           | 0.7 %          | 1.9 %             | 2.3 %  | 1,2 %  |
| 10 septembre-9 octobre 2023                                                         | Kantar                       | RTBF / La Libre Belgique                      | 545                          | 13,0 %  | 18,8 %  | 19,7 %  | 15,3 %   | 6,9 %  | 5,1 %  | 5,3 %  | 3,3 %          | 4,2 %  | 0,8 %          | 1,3 %          | 4,2 %             | 1,2 %  | 0,9 %  |
| 18-25 septembre 2023                                                                | Ipsos                        | RTL TVI / Le Soir / VTM / Het Laatste Nieuws  | 600                          | 17,9 %  | 18,1 %  | 21,9 %  | 15,3 %   | 8,0 %  | 6,5 %  | 3,6 %  | 1,2 %          | 2,3 %  | 0,6 %          | 1,8 %          | 0,8 %             | 2,0 %  | 3,8 %  |
| 29 mai-6 juin 2023                                                                  | Ipsos                        | RTL TVI / Le Soir / VTM / Het Laatste Nieuws, | 600                          | 18,1 %  | 18,6 %  | 19,9 %  | 17,6 %   | 8,3 %  | 4,3 %  | 2,9 %  | 1,4 %          | 3,1 %  | 0,9 %          | 0,6 %          | 1,3 %             | 3,0 %  | 1,3 %  |
| 20-27 mars 2023                                                                     | Ipsos                        | RTL TVI / Le Soir / VTM / Het Laatste Nieuws  | 600                          | 15,7 %  | 16,8 %  | 19,8 %  | 19,4 %   | 10,2 % | 5,1 %  | 3,0 %  | 0,8 %          | 3,0 %  | 0,5 %          | 2,0 %          | 1,8 %             | -      | 0,4 %  |
| 16-29 janvier 2023                                                                  | Kantar                       | RTBF / La Libre Belgique                      | 493                          | 16,0 %  | 18,0 %  | 16,8 %  | 15,2 %   | 9,6 %  | 2,9 %  | 4,5 %  | 1,2 %          | 2,6 %  | 1,0 %          | 1,6 %          | 6,1 %             | -      | 1,2 %  |
| Novembre 2022                                                                       | Ipsos                        | RTL TVI / Le Soir / VTM / Het Laatste Nieuws  | 601                          | 13,0 %  | 21,6 %  | 20,3 %  | 16,1 %   | 10,4 % | 6,1 %  | 2,8 %  | 0,8 %          | 2,5 %  | 1,8 %          | 0,3 %          | 1,0 %             | -      | 1,9 %  |
| 7-13 septembre 2022                                                                 | Ipsos                        | RTL TVI / Le Soir / VTM / Het Laatste Nieuws  | 600                          | 15,8 %  | 22,7 %  | 21,2 %  | 12,7 %   | 9,6 %  | 3,8 %  | -      | -              | -      | -              | -              | -                 | -      | 1,5 %  |
| 6-14 juin 2022                                                                      | Ipsos                        | RTL TVI / Le Soir / VTM / Het Laatste Nieuws  | 536                          | 18,0 %  | 19,1 %  | 22,0 %  | 13,6 %   | 10,8 % | 3,8 %  | 2,8 %  | 2,0 %          | 2,2 %  | 0,6 %          | 0,9 %          | 1,4 %             | 2,8 %  | 2,9 %  |
| 15-22 mars 2022                                                                     | Ipsos                        | RTL TVI / Le Soir / VTM / Het Laatste Nieuws  | 551                          | 20,3 %  | 15,1 %  | 19,9 %  | 16,4 %   | 10,8 % | 4,9 %  | 3,5 %  | 1,6 %          | 2,3 %  | 0,2 %          | 1,0 %          | 3,0 %             | 1,0 %  | 0,4 %  |
| Le Centre démocrate Humaniste (cdH) est renommé "Les Engagés" (LE) le 12 mars 2022. |                              |                                               |                              |         |         |         |          |        |        |        |                |        |                |                |                   |        |        |
| 1-8 décembre 2021                                                                   | Ipsos                        | RTL TVI / Le Soir / VTM / Het Laatste Nieuws  | 2 300                        | 19,3 %  | 15,1 %  | 17,4 %  | 15,1 %   | 11,3 % | 5,2 %  | 3,3 %  | 2,9 %          | 3,0 %  | 1,3 %          | 0,3 %          | 0,6 %             | -      | 1,9 %  |
| 7-14 septembre 2021                                                                 | Ipsos                        | RTL TVI / Le Soir / VTM / Het Laatste Nieuws  | 485                          | 19,1 %  | 18,6 %  | 18,5 %  | 15,1 %   | 10,4 % | 3,7 %  | 2,6 %  | 2,4 %          | 1,5 %  | 0,6 %          | 0,8 %          | 2,5 %             | -      | 0,5 %  |
| 25 mai-1er juin 2021                                                                | Ipsos                        | RTL TVI / Le Soir / VTM / Het Laatste Nieuws  | 523                          | 18,0 %  | 17,6 %  | 17,9 %  | 15,0 %   | 11,1 % | 5,3 %  | 4,1 %  | 2,5 %          | 3,1 %  | 0,7 %          | 0,5 %          | 2,8 %             | -      | 0,1 %  |
| Le Socialistische Partij Anders (sp.a) est renommé "Vooruit" le 21 mars 2021.       |                              |                                               |                              |         |         |         |          |        |        |        |                |        |                |                |                   |        |        |
| 4-9 mars 2021                                                                       | Ipsos                        | RTL TVI / Le Soir / VTM / Het Laatste Nieuws  | 2 521                        | 18,2 %  | 16,8 %  | 16,4 %  | 16,0 %   | 11,4 % | 4,5 %  | 2,9 %  | 2,8 %          | 3,2 %  | 1,5 %          | 1,1 %          | 2,4 %             | 3,3 %  | 1,4 %  |
| 2-8 décembre 2020                                                                   | Ipsos                        | RTL TVI / Le Soir / VTM / Het Laatste Nieuws  | 533                          | 19,5 %  | 16,8 %  | 15,0 %  | 15,1 %   | 11,5 % | 5,0 %  | 4,9 %  | 1,9 %          | 3,7 %  | 0,3 %          | 1,4 %          | 2,8 %             | 2,1 %  | 2,7 %  |
| 2-8 octobre 2020                                                                    | Ipsos                        | RTL TVI / Le Soir / VTM / Het Laatste Nieuws  | 593                          | 19,8 %  | 19,1 %  | 14,0 %  | 12,1 %   | 11,3 % | 3,2 %  | 4,8 %  | 2,4 %          | 3,7 %  | 1,7 %          | 2,3 %          | 3,2 %             | 2,4 %  | 0,7 %  |
| 10-15 juin 2020                                                                     | Ipsos                        | RTL TVI / Le Soir / VTM / Het Laatste Nieuws  | 580                          | 19,1 %  | 18,2 %  | 17,4 %  | 12,6 %   | 10,9 % | 4,7 %  | 4,9 %  | 1,4 %          | 3,7 %  | 1,5 %          | 0,7 %          | 1,8 %             | 3,1 %  | 0,9 %  |
| 4-9 mars 2020                                                                       | Ipsos                        | RTL TVI / Le Soir / VTM / Het Laatste Nieuws  | 531                          | 20,3 %  | 20,5 %  | 17,6 %  | 12,2 %   | 10,0 % | 3,8 %  | 4,1 %  | 0,9 %          | 3,3 %  | 0,9 %          | 1,4 %          | 1,4 %             | 3,6 %  | 0,2 %  |
| 29 novembre-6 décembre 2019                                                         | Ipsos                        | RTL TVI / Le Soir / VTM / Het Laatste Nieuws  | 526                          | 19,7 %  | 18,9 %  | 16,2 %  | 12,5 %   | 12,0 % | 5,1 %  | 4,8 %  | 2,2 %          | 1,9 %  | 0,9 %          | 0,5 %          | 2,8 %             | 2,5 %  | 0,8 %  |
| 2-10 septembre 2019                                                                 | Ipsos                        | RTL TVI / Le Soir / VTM / Het Laatste Nieuws  | 548                          | 21,4 %  | 19,2 %  | 16,4 %  | 11,0 %   | 11,0 % | 4,9 %  | 3,6 %  | 2,4 %          | 2,5 %  | 0,2 %          | 1,0 %          | 3,1 %             | 3,3 %  | 2,2 %  |
| 26 mai 2019                                                                         | Élections fédérales de 2019  | Élections fédérales de 2019                   | Élections fédérales de 2019  | 21,6 %  | 20,0 %  | 17,5 %  | 12,3 %   | 10,3 % | 5,8 %  | 3,2 %  | 2,3 %          | 1,6 %  | 1,3 %          | -              | -                 | 4,3 %  | 1,6 %  |
| 26 mai 2019                                                                         | Élections régionales de 2019 | Élections régionales de 2019                  | Élections régionales de 2019 | 19,1 %  | 22,0 %  | 16,9 %  | 13,5 %   | 13,8 % | 7,6 %  | -      | -              | -      | -              | -              | -                 | 7,1 %  | 2,9 %  |

## Élections régionales

### Parlement flamand
| Date                        | Sondeur                                           | Source                                        | Échantillon                  | N-VA   | VB     | CD&V   | Open Vld | Vooruit | Groen  | PVDA   | Autres | Écart |
| --------------------------- | ------------------------------------------------- | --------------------------------------------- | ---------------------------- | ------ | ------ | ------ | -------- | ------- | ------ | ------ | ------ | ----- |
| Date                        | Sondeur                                           | Source                                        | Échantillon                  |        |        |        |          |         |        |        | Autres | Écart |
| 23 avril- 3 mai 2024        | iVox                                              | Overlegcentrum van Vlaamse Verenigingen (OVV) | 1 579                        | 21,4 % | 26,3 % | 12,5 % | 7,7 %    | 13,5 %  | 8,2 %  | 8,8 %  | 1,7 %  | 4,9 % |
| 8 janvier - 22 janvier 2024 | Kantar/Université d’Anvers                        | VRT / De Standaard                            | 2 029                        | 18,9 % | 27,8 % | 11,3 % | 9,0 %    | 13,7 %  | 8,2 %  | 10,7 % | 0,4 %  | 8,9 % |
| 23-28 novembre 2023         | iVox                                              | Gazet van Antwerpen / Het Belang van Limburg  | 1 000                        | 21,3 % | 27,5 % | 12,9 % | 8,7 %    | 13,2 %  | 6,9 %  | 8,5 %  | 0,9 %  | 6,2 % |
| 13-23 mars 2023             | Université d'Anvers/Université libre de Bruxelles | VRT/ De Standaard                             | 2 092                        | 21,0 % | 24,6 % | 9,2 %  | 9,3 %    | 16,9 %  | 7,9 %  | 9,5 %  | 1,6 %  | 3,6 % |
| 14-31 mars 2022             | Université d'Anvers/Université libre de Bruxelles | VRT / De Standaard                            | 2 064                        | 22,4 % | 22,9 % | 8,7 %  | 10,2 %   | 15,5 %  | 9,4 %  | 9,1 %  | 1,8 %  | 0,5 % |
| 26 mai 2019                 | Élections régionales de 2019                      | Élections régionales de 2019                  | Élections régionales de 2019 | 24,8 % | 18,5 % | 15,4 % | 13,1 %   | 10,1 %  | 10,1 % | 5,3 %  | 2,7 %  | 6,3 % |

### Parlement wallon

#### Élections régionales de 2019
| Date        | PS      | MR      | PTB     | LE      | Ecolo   | DéFI   | Autres | Blancs & Nuls* |
| ----------- | ------- | ------- | ------- | ------- | ------- | ------ | ------ | -------------- |
| Date        |         |         |         |         |         |        | Autres | Blancs & Nuls* |
| 26 mai 2019 | 26,17 % | 21,42 % | 13,68 % | 11,00 % | 14,48 % | 4,14 % | 9,13 % | 8,40 %         |

/* Ces votes ne sont pas comptabilisées lors de l'assignation des sièges.

#### Projection en sièges
| Date            | Sondeur                      | Source                       | Échantillon                  | PS | MR | PTB | LE | Ecolo | DéFI | Autres |
| --------------- | ---------------------------- | ---------------------------- | ---------------------------- | -- | -- | --- | -- | ----- | ---- | ------ |
| Date            | Sondeur                      | Source                       | Échantillon                  |    |    |     |    |       |      | Autres |
| 8-18 avril 2024 | Kantar                       | RTBF / La Libre Belgique     | 1 016                        | 21 | 19 | 13  | 11 | 11    | 0    | 0      |
| 26 mai 2019     | Élections régionales de 2019 | Élections régionales de 2019 | Élections régionales de 2019 | 23 | 20 | 10  | 10 | 12    | 0    | 0      |